# Anarchizm w rewolucji 1905 r. w Rosji
Ruch anarchistyczny w Rosji, słaby liczebnie i rozproszony w II połowie XIX wieku, zaczął odradzać się po 1903. Jest to data powstania pierwszych zorganizowanych grup anarchistycznych, działających na Białostocczyźnie, jak również początek kontaktów działaczy rosyjskich z grupą emigracyjną, skupioną wokół Piotra Kropotkina i jego pisma "Chleb i wola".
Po Krwawej Niedzieli anarchiści zintensyfikowali prowadzoną działalność agitacyjną oraz różnie rozumianą aktywność terrorystyczną. Skala tej ostatniej sprawiła, że środowiska anarchistyczne stały się celem szczególnie zaostrzonych represji ze strony policji carskiej, doprowadzając ostatecznie do wyniszczenia ruchu, który w 1908 praktycznie nie był już aktywny.
Przez cały okres rewolucji anarchiści rosyjscy byli silnie podzieleni wewnętrznie na anarchokomunistów, anarchosyndykalistów, anarchoindywidualistów oraz zwolenników terroru bezosobowego: bieznaczalców i czarnoznamieńców.

## Anarchizm rosyjski w pierwszych latach XX wieku
Rozproszenie rosyjskiego ruchu nihilistycznego po fali aresztowań, przeprowadzonej wskutek udanego zamachu Narodnej Woli na cara Aleksandra II 13 marca 1881, doprowadziło do kryzysu tegoż ruchu w Rosji. Rozwój kapitalizmu w Rosji przyczyniał się również do zmian w stosunkach społecznych panujących w kraju, które musiały przekładać się na kształt ideologii anarchistów rosyjskich. Szczególnym problemem stał się stosunek do szybko rozwijającej się liczebnie warstwy robotników fabrycznych oraz wielkich właścicieli. W Rosji zaczął również szybko rozwijać się nielegalny ruch socjalistyczny, oparty na ideologii marksistowskiej, krytyczny wobec tradycji Narodnej Woli i terroru indywidualnego, z gruntu opozycyjny wobec anarchizmu. Rok 1901 uważa się natomiast za odrodzenie narodnictwa poprzez scalenie ocalałych kół i lokalnych organizacji utożsamiających się z nim w Partii Socjalistów-Rewolucjonistów.

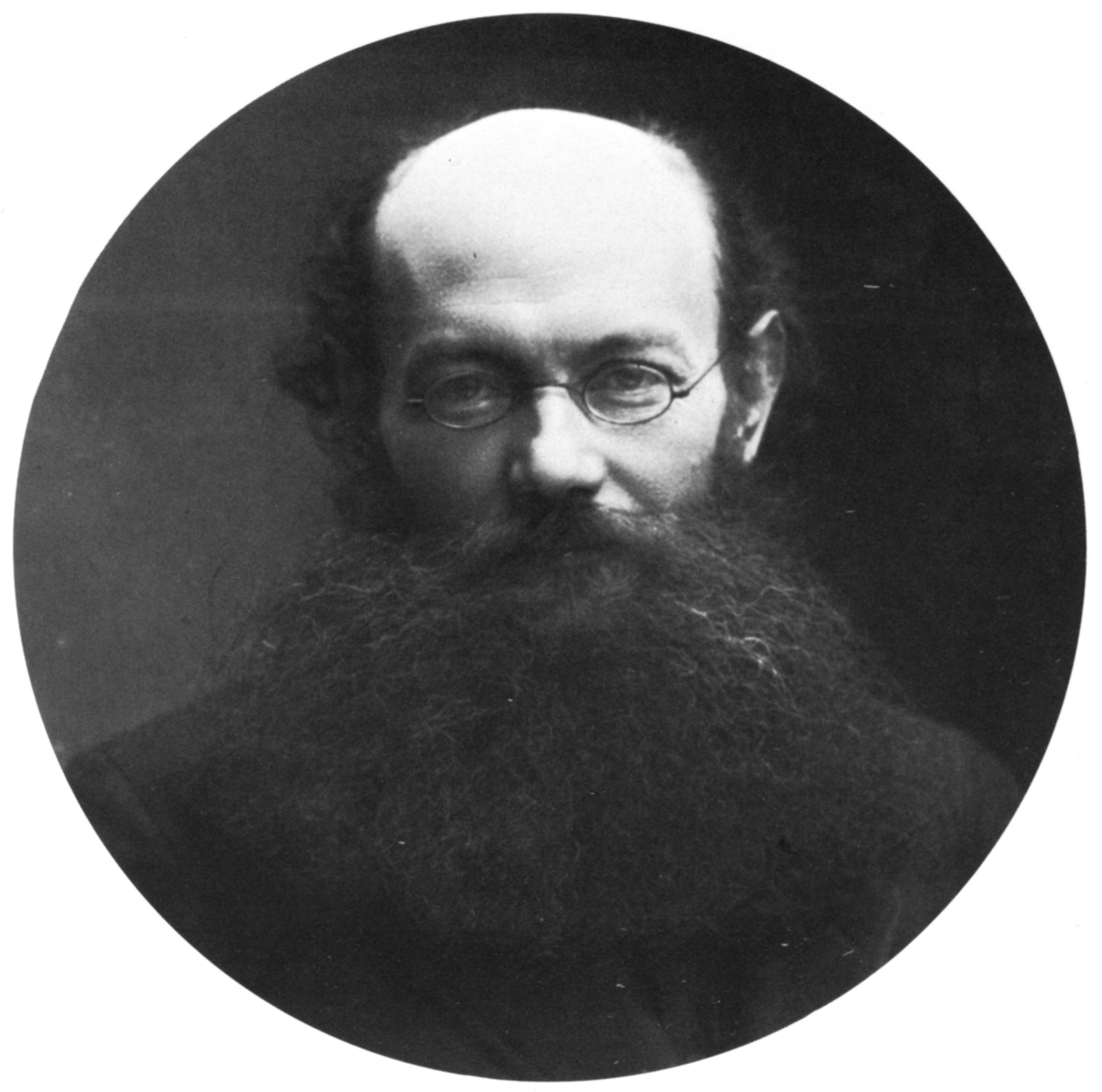
Piotr Kropotkin

Za początek odrodzenia ruchu anarchistycznego w Rosji uznaje się natomiast rok następny, kiedy do kraju zaczęły docierać koncepcje powstałe w kręgach rosyjskich rewolucjonistów-emigrantów, skupionych wokół Piotra Kropotkina. Natomiast pierwsze zorganizowane grupy anarchistyczne powstały w 1903 w Białymstoku. Odwoływały się one do pisma Kropotkina Chleb i Wola, a swoją doktrynę charakteryzowały następująco:

Anarchizm jest ideologią klasy robotniczej, walczy z burżuazyjnym ustrojem, popiera walkę robotników o polepszenie swych warunków materialnych.

. W końcu 1903 w Białymstoku ukonstytuowała się grupa działająca na zasadzie federacji o nazwie Internacjonalna Grupa-Walka, której członkowie powołali do życia koła w dalszych kilku miejscowościach na Białostocczyźnie i Grodzieńszczyźnie. Silnymi ośrodkami anarchizmu były również Odessa, Nieżyn, Kiszyniów i Czerkask.
Dominującym nurtem w rosyjskim ruchu anarchistycznym pozostawał anarchokomunizm. Agitatorzy anarchistyczni działali głównie w środowiskach najuboższych robotników oraz inteligencji, rzadziej i z gorszym skutkiem także wśród chłopów. W swoich publikacjach wzywali do obalenia wszelkiej władzy oraz czynnego przeciwstawiania się jej, dopóki jeszcze działała (np. poprzez niepłacenia podatków oraz terror ekonomiczny). Obalony kapitalizm i samodzierżawie miała zastąpić federacja samorządnych komun.
W toku rozwoju wydarzeń rewolucyjnych w 1905 ruch anarchistyczny w Rosji uległ dalszym podziałom. Główny spor dotyczył sensowności i zakresu stosowania taktyki terrorystycznej. Silne wpływy zaczęli uzyskiwać anarchosyndykaliści, których idee również zostały przeniesione z zachodnich środowisk emigracyjnych, wydających pismo Nowy Świat, zaś od lipca 1906 także Zwiastun Burzy. Anarchosyndykaliści odrzucali terror indywidualny, postulując skupienie się na pracy w związkach zawodowych i organizowanie własnych, o anarchistycznym profilu politycznym. Program anarchosyndykalistów wyłożył w 1906 w jedenastorozdziałowym dokumencie działacz z grupy odeskiej D. Nowomirski. Trzeci nurt rosyjskiego ruchu anarchistycznego stanowili czarnosztandarowcy, głoszący koncepcję bezosobowego terroru – kierowanego w klasę wielkich posiadaczy we wszelkich formach i przy każdej okazji. Celami ataków anarchistów mieli być wszyscy przedstawiciele burżuazji, uznawani za winnych przyczyniania się do wyzysku robotników przez samą swoją przynależność społeczną. Zwolennicy tej koncepcji byli obecni w Kiszyniowie, Moskwie, Odessie, Warszawie, Białymstoku oraz na niektórych obszarach Syberii i Zakaukazia. Ich siły zostały jednak poważnie osłabione po aresztowaniach dokonanych w 1906. Jeszcze bardziej radykalny był ruch Bieznaczale (Bezrząd), również oparty na koncepcji terroryzmu indywidualnego.
Stosunkowo najpóźniej z wymienionych nurtów na ziemiach rosyjskich pojawił się anarchoindywidualizm, którego teoretykami byli A. Borowoj i L. Czornyj.
Istotnym problemem ruchu anarchistycznego w Rosji były ustawiczne konflikty między przedstawicielami różnych kierunków tej ideologii, które nie ustawały mimo prób wypracowania wspólnego dla wszystkich programu politycznego. Przyjmowały one nie tylko formę polemiki na łamach publikowanej prasy, ale również bezpośrednich ataków na działaczy konkurencyjnych nurtów.

## Działalność agitacyjna anarchistów rosyjskich
Rosyjscy anarchiści w czasie rewolucji 1905 zintensyfikowali działalność terrorystyczną oraz propagandową. Łączenie tych dwóch metod walki miało przygotowywać robotników rosyjskich do czynnego udziału w rewolucji, jak również skłonić ich do związania się właśnie z organizacjami anarchistycznymi. Jako materiały agitacyjne wykorzystywano przede wszystkim prasę nadsyłaną z zagranicy, w pierwszej kolejności pismo Chleb i Wola. Zdając sobie sprawę z powszechnego wykorzystania przez anarchistów jego pisma, Piotr Kropotkin pragnął po wybuchu rewolucji osobiście udać się do Rosji. Ostrzeżony przez działaczkę anarchistyczną Zofię Ławrową o represjach carskich wobec działaczy lewicowych początkowo przełożył swój przyjazd na luty 1906, następnie zaś zupełnie z niego zrezygnował.
Anarchiści rosyjscy przygotowywali również własne broszury propagandowe, które – ze znacznymi trudnościami – przygotowywali w tajnych drukarniach. W 1905 w Białymstoku powstała drukarnia Anarchia, wyposażona w czcionki i farbę zdobytą w czasie napadu na drukarnię w Wilnie. Działał ona kilka miesięcy, do likwidacji przez policję. Podobna była historia drukarni w Kuryłówce koło Kijowa, gdzie redagowane było pismo Alarm (oryg. Nabat). Drukarnia działała do sierpnia 1905. Jeszcze krócej działała podobna organizacja na Krymie, powołana do życia i zlikwidowana w 1906, po publikacji czterech numerów pisma Krymski Kurier; nieco dłużej przetrwała drukarnia ukryta w pieczarze koło Jałty, powstała w tym samym roku. W drugiej połowie 1906 w Moskwie powstała drukarnia anarchistów-indywidualistów. Działacze anarchistyczni mogli również korzystać z prywatnych drukarni, których właściciele sympatyzowali z lewicą socjalistyczną. Dzięki temu powstawanie publikacji anarchistycznych zostało tylko częściowo zahamowane przez represje władz. Kluczową rolę odgrywały jednak nadal materiały drukowane za granicą i przemycane na terytorium Imperium Rosyjskiego bądź przywożone tam przez emisariuszy. Wśród wykorzystywanej literatury pojawiały się w pierwszej kolejności prace autorów rosyjskich, w drugiej zaś – tłumaczenia tekstów anarchistów innych narodowości. Wykorzystywane były m.in. dzieła H. Malatesty, J. Grave'a i F. Pelluttiego. Z prac Rosjan największą popularność zyskały teksty D. Nowomirskiego Manifest anarchistów-komunistów, Anarchizm oraz z programu anarchizmu syndykalnego oraz anonimowe Oskarżenie przed sądem anarchisty. Tradycyjnym szacunkiem cieszyły się teksty Kropotkina.
Oprócz działalności wydawniczej anarchiści prowadzili agitację poprzez bezpośrednie wystąpienia na spotkaniach tajnych kół politycznych oraz organizacji robotniczych. Była to ryzykowna forma propagandy, która w wielu wypadkach kończyła się aresztowaniem agitatora przez policję i procesem sądowym. Wystąpienia bezpośrednie miały jednak poważne efekty w zakresie rekrutacji nowych członków organizacji anarchistycznych. Osoby, które pod wpływem wystąpień anarchistów postanowiły dołączyć do ich grup, były zrzeszane w ok. dziesięcioosobowych kołach, które prowadziły wewnętrzną edukację polityczną, kształcąc kolejnych agitatorów. Przygotowywali się oni nie tylko do walki z caratem i burżuazją, ale i do polemik z działaczami partii socjalistycznych.

## Działalność terrorystyczna anarchistów rosyjskich
Zgodnie z koncepcją propagandy czynem działalność terrorystyczna zajmowała istotne miejsce w programach organizacji anarchistycznych. Wiązała się ona z założeniem, iż klasy panujące nie zrezygnują z dominacji dobrowolnie, toteż należy zmusić je do tego, między innymi poprzez akty przemocy indywidualnej. Terror był również traktowany jako środek zdobywania funduszy na bieżącą działalność. Stosując tę metodę walki, anarchiści rosyjscy odwoływali się do jej teoretycznych uzasadnień obecnych w pismach M. Bakunina i P. Kropotkina.
Stanowisko anarchistów rosyjskich wobec metod terrorystycznych nie było jednolite. Przy zasadniczej zgodzie co do celów tego rodzaju taktyki (zastraszenie klas posiadających, zachęta do walki rewolucyjnej dla robotników i chłopów), po 1905 doszło w tym zakresie do wyraźnego podziału. Anarchokomuniści i anarchosyndykaliści opowiedzieli się za "terrorem osobowym", tj. likwidowanie konkretnych osób związanych z rządem i kręgami kapitalistycznymi, szczególnie tych, które cieszyły się szczególnie złą sławą wśród robotników i działaczy lewicowych. Inne nurty anarchizmu w Rosji poparły terroryzm bezosobowy, w którym wymienione wyżej grupy zostały potraktowane jako cel zbiorowy. Wszyscy anarchiści zgadzali się natomiast co do konieczności stosowania tzw. terroru pedagogicznego, poprzez który rozumiano bezwzględne likwidowanie agentów-prowokatorów i innych współpracowników carskiej policji oraz co do terroru ekonomicznego (ekspropriacje), zgodnie z hasłem Proudhona "własność to kradzież".
Działalność terrorystyczna anarchistów była z reguły łączona z prowadzeniem propagandy i agitacji. Tak wyglądała aktywność działaczy tego nurtu we wszystkich jego większych ośrodkach. Terroryzm został jednak poważnie zintensyfikowany po wybuchu rewolucji 1905. W Białymstoku, Odessie, Nieżynie, Tyflisie, Baku, Sewastopolu, Teodozji, Symferopolu, Jałcie, Warszawie, Kijowie, Moskwie, Jakucku, Taszkencie i Wilnie doszło do serii zamachów. W mniejszym stopniu ogarnęły one prowincjonalne miasta Rosji. Mimo realizacji wielu założonych celów (udane ataki na policjantów, donosicieli, urzędników carskich) akcje te w niewielkim stopniu spełniły swoją rolę propagandową. W niektórych rejonach anarchiści przyznawali, że terroryzm nie przyciągał do nich robotników i skupiali się całkowicie na prowadzeniu agitacji. Zamachy anarchistyczne wywołały również gwałtowną reakcję policji carskiej, która walczyła z anarchistami z całą surowością. Pojmani działacze tego ruchu byli każdorazowo skazywani na śmierć lub wieloletnie zesłanie.
Według statystyk przytoczonych przez Wincentego Kołodzieja najczęstszymi wykonawcami aktów terrorystycznych byli robotnicy, uczniowie i inteligenci. Jedynie w okresie między 29 lipca a 9 sierpnia na terenie Imperium Rosyjskiego (z wyłączeniem Finlandii i Kaukazu) ofiarą zamachów padło 151 urzędników państwowych, 173 agentów-prowokatorów oraz 291 osób zabitych w związku z prowadzeniem terroru ekonomicznego. W tym samym okresie w toku ekspropriacji anarchiści zagarnęli sumę 316 mln rubli.

## Represje wobec anarchistów
W toku walki władz carskich z rewolucją 1905 anarchiści znaleźli się wśród najsilniej represjonowanych nurtów politycznych. Miało to bezpośredni związek z prowadzoną przez nich działalnością terrorystyczną, acz sądy carskie traktowały działalność agitacyjną jako przestępstwo równej wagi, co zamachy. Metody walki z anarchistami, ze względu na radykalizm ich metod, wykraczały jednak poza tradycyjny system sądownictwa. W Warszawie, Rydze, Kijowie, Odessie i Moskwie odnotowano przypadki mordowania działaczy anarchistycznych bez sądu, w czasie śledztwa po ich pojmaniu. Carska policja organizowała również ekspedycje karne, w czasie których schwytanych anarchistów zabijano bez śledztwa. W razie organizowania procesu karnego czas jego trwania był ograniczony do 48 godzin, po których musiał zapaść wyrok, wykonywany z reguły w ciągu kolejnych kilku godzin. Podsądnym nie przysługiwało prawo do obrońcy. W sprawach anarchistycznych zamachowców oraz organizatorów ekspropriacji najczęstszą karą była śmierć, rzadziej zesłanie na Syberię wschodnią – przeważały okolice Irkucka, a po 1906 okręgi jakucki, olekmiński, wiljuński i kolmski. W efekcie do 1907 większość działaczy anarchistycznych została stracona lub zesłana na Syberię. Wincenty Kołodziej jest zdania, że już w 1908 wszelka działalność anarchistów w Rosji zamarła.